# Djénéba Seck
Pour les articles homonymes, voir Seck.
Djénèba Seck (née en 1970 à Bamako) est une chanteuse malienne.

## Biographie
Djénéba Seck est née d'un père infirmier d'État et d'une mère sage-femme d'État.
En 2006, elle décroche un Tamani d'or lors de la 3e édition des Trophées de la musique au Mali.

## Discographie
Ses albums les plus connus sont :
- Kankéléntiguya (1991) ;
- Les Aigles (CAN 94) (1993) ;
- Kounkanko kononni (1996) ;
- Gorobiné (1997) ;
- Djourou (2000);
- Aw Bissimila (2002);
- Tigné (2005);
- Manghoya Foura (2012).